# 客家小炒

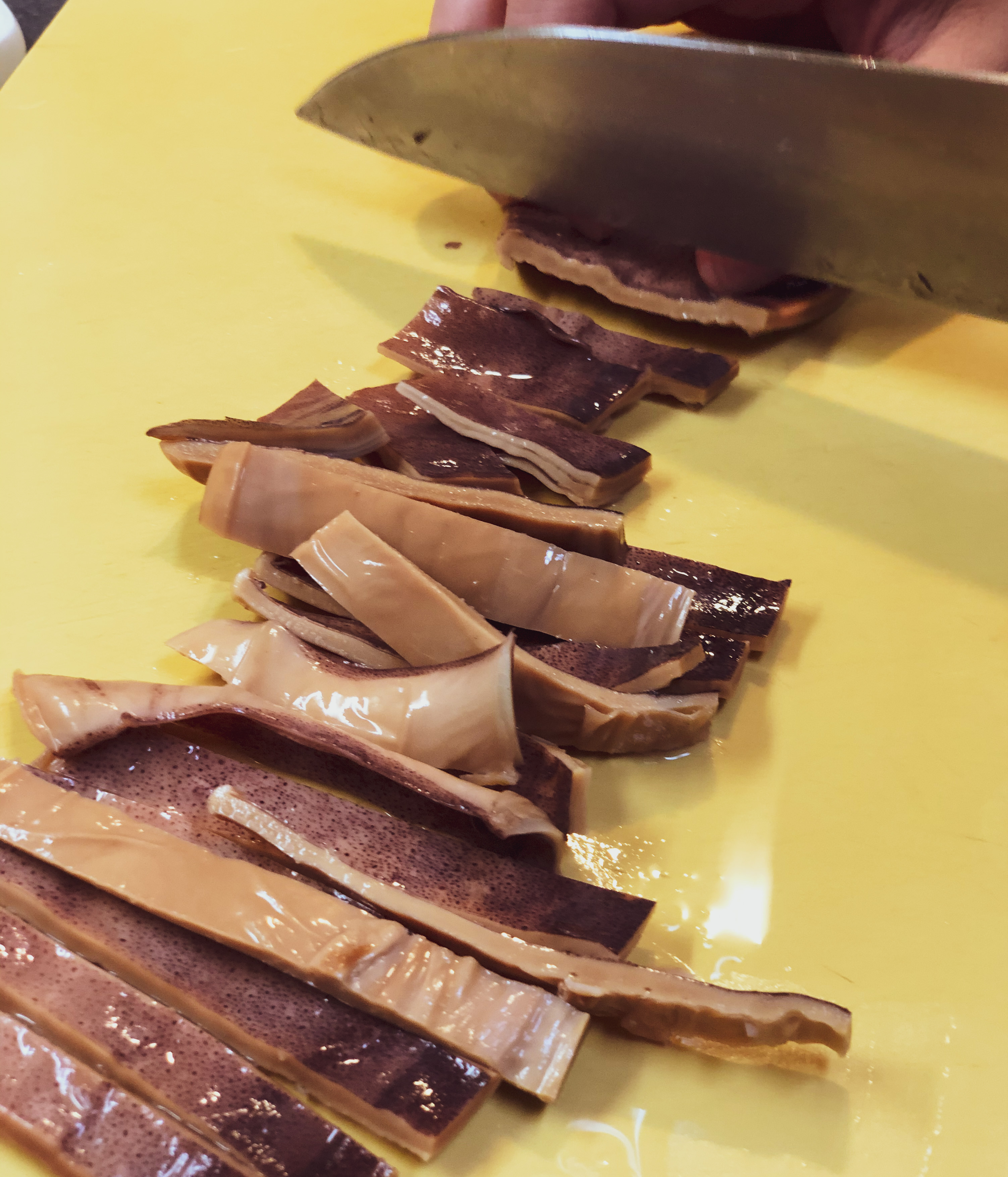
客家小炒（魷魚）

客家小炒，亦稱炒肉，為傳統客家菜餚中的「四炆四炒」之一，其亦是在臺灣常見的菜餚之一。它在傳統上所使用的食材有五花肉、豆乾、魷魚、芹菜、蔥、醬油。而在現代，亦有人加入蝦、紅辣椒、綠辣椒等提味，風味更勝以往，且各家有各自獨特的風味。

## 由來
客家小炒發源於閩粵的客家人，後來流傳到台灣的客家聚落，其來源有數種說法，最廣為人知的為：
早年先民拓墾不易，故逢年過節必備三牲，酬謝土地公的庇佑。當時因為在華南山地開墾的客家人生活困苦，不常有雞、鴨、魚等肉類食用，只會在重要的婚喪活動才會宰殺牲畜，為了用盡牲畜每一部分，所以便以牲畜的不同部位製作多種菜式。每當祭祀完畢，生性勤儉的客家人就會用這些素材，搭配自家菜園種的青蔥，炒成又鹹又辣、油亮又香氣十足的重口味家庭菜，一方面開胃下飯，使人有充足熱量補充體能，另一方面在沒有冷藏技術的時代，可令飯菜存放較久。

## 烹調
客家小炒，是將蔥、魷魚、鹹豬肉分別切成絲狀與條狀後，加入醬汁一同拌炒的菜餚。乾魷魚以逆紋方向剪成小條狀後入水泡發，可加米酒去腥。將魷魚、五花肉、豆干切成條狀；芹菜、蒜苗、蔥等切段；辣椒、蒜頭切片。後將食材先後入鍋煸香、爆炒，最後加入米酒、醬油、泡魷魚的水拌炒調味即完成。